# Номерні знаки Того

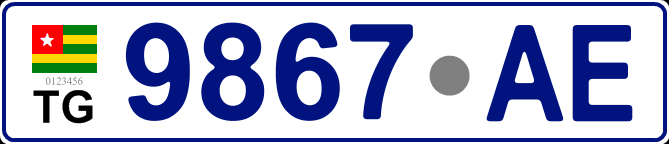
Регулярний номер

Код Того для міжнародного руху ТЗ — (TG).

## Регулярні номерні знаки
Номерні знаки Того мають європейську форму та розміри. Існують однорядкові та дворядкові номерні знаки.
Чинну схему регулярних номерних знаків для приватного транспорту Того запроваджено в 2007 році. Вона має формат 1234АБ, де 1234 — номер, АБ — серія. Регулярні пластини мають біле тло з темно-синіми знаками. В лівому боці пластини розташовано зображення прапору країни, під яким розташовано код TG. Існує дворядкова версія таких номерних знаків формату АБ/1234. Регіональне кодування відсутнє.

## Інші формати

### Комерційний транспорт

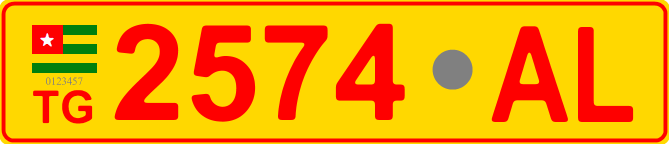
Номерний знак комерційного транспорту

Комерційний транспорт має номерні знаки із червоними символами на жовтому тлі. Формат номерних знаків є аналогічним до регулярних. В лівому боці пластини розташовано зображення прапору країни, під яким розташовано код TG.

### Державний транспорт
Державні ТЗ мають номерні знаки формату G/A 1234, де G — покажчик уряду, А — серія, 1234 — номер. Пластини мають світло-зелене тло та білі символи. В лівому боці пластини розташовано зображення прапору країни, під яким розташовано код TG.

### Дипломатичні номерні знаки
Номерні знаки посадових осіб дипломатичних місій мають білі символи на синьому тлі та формат 12CD34, де 12 — код країни, CD — покажчик дипломатичного персоналу, 34 — номер. В лівому боці пластини розташовано зображення прапору країни, під яким розташовано код TG.